# Francja na Zimowych Igrzyskach Olimpijskich 1992
Reprezentacja Francji na Zimowych Igrzyskach Olimpijskich 1992 liczyła 109 zawodników - 79 mężczyzn i 30 kobiet, którzy wystąpili w dwunastu dyscyplinach sportowych. Reprezentanci tego kraju zdobyli łącznie dziewięć medali: trzy złote, pięć srebrnych i jeden brązowy.
Najmłodszym francuskim zawodnikiem podczas ZIO 1992 była Lyne Haddad (13 lat i 361 dni), a najstarszym - Michel Leblanc (32 lat i 54 dni).

## Medaliści
| Medal  | Zawodnicy                                     | Dyscyplina            | Konkurencja               |
| ------ | --------------------------------------------- | --------------------- | ------------------------- |
| Złoto  | Corinne Niogret Véronique Claudel Anne Briand | Biathlon              | Sztafeta kobiet           |
| Złoto  | Edgar Grospiron                               | Narciarstwo dowolne   | Jazda po muldach mężczyzn |
| Złoto  | Fabrice Guy                                   | Kombinacja norweska   | Gundersen                 |
| Srebro | Franck Piccard                                | Narciarstwo alpejskie | Zjazd mężczyzn            |
| Srebro | Carole Merle                                  | Narciarstwo alpejskie | Supergigant kobiet        |
| Srebro | Isabelle Duchesnay Paul Duchesnay             | Łyżwiarstwo figurowe  | Pary taneczne             |
| Srebro | Olivier Allamand                              | Narciarstwo dowolne   | Jazda po muldach mężczyzn |
| Srebro | Sylvain Guillaume                             | Kombinacja norweska   | Gundersen                 |
| Brąz   | Florence Masnada                              | Narciarstwo alpejskie | Kombinacja kobiet         |

## Wyniki reprezentantów Francji

### Biathlon
Mężczyźni
- Patrice Bailly-Salins

sprint - 30. miejsce
bieg indywidualny - 22. miejsce
- Xavier Blond

sprint - 45. miejsce
- Christian Dumont

sprint - 42. miejsce
bieg indywidualny - 13. miejsce
- Hervé Flandin

sprint - 10. miejsce
- Thierry Gerbier

bieg indywidualny - 39. miejsce
- Lionel Laurent

bieg indywidualny - 47. miejsce
- Xavier Blond
Thierry Gerbier
Christian Dumont
Hervé Flandin

sztafeta - 6. miejsce
Kobiety
- Anne Briand

sprint - 7. miejsce
bieg indywidualny - 19. miejsce
- Delphyne Burlet

sprint - 9. miejsce
bieg indywidualny - 6. miejsce
- Véronique Claudel

sprint - 24. miejsce
bieg indywidualny - 4. miejsce
- Corinne Niogret

sprint - 17. miejsce
bieg indywidualny - 7. miejsce
- Corinne Niogret
Véronique Claudel
Anne Briand

sztafeta - 

### Bobsleje
Mężczyźni
- Christophe Flacher, Claude Dasse

Dwójki - 14. miejsce
- Gabriel Fourmigue, Philippe Tanchon

Dwójki - 17. miejsce
- Bruno Mingeon, Stéphane Poirot, Didier Stil, Dominique Klinnik

Czwórki - 18. miejsce
- Christophe Flacher, Claude Dasse, Thierry Tribondeau, Gabriel Fourmigue

Czwórki - 8. miejsce

### Biegi narciarskie
Mężczyźni
- Stéphane Azambre

10 km stylem klasycznym - 43. miejsce
Bieg łączony - 38. miejsce
50 km stylem dowolnym - 26. miejsce
- Guy Balland

30 km stylem klasycznym - 37. miejsce
50 km stylem dowolnym - 14. miejsce
- Hervé Balland

50 km stylem dowolnym - 5. miejsce
- Patrick Remy

10 km stylem klasycznym - 36. miejsce
Bieg łączony - 22. miejsce
30 km stylem klasycznym - 23. miejsce
- Philippe Sanchez

10 km stylem klasycznym - 51. miejsce
Bieg łączony - 30. miejsce
- Cédric Vallet

10 km stylem klasycznym - 79. miejsce
Bieg łączony - 68. miejsce
- Patrick Remy
Philippe Sanchez
Stéphane Azambre
Hervé Balland

sztafeta - 8. miejsce
Kobiety
- Sylvie Giry-Rousset

5 km stylem klasycznym - 45. miejsce
Bieg łączony - 32. miejsce
15 km stylem klasycznym - 28. miejsce
30 km stylem dowolnym - 39. miejsce
- Marie-Pierre Guilbaud

5 km stylem klasycznym - 37. miejsce
Bieg łączony - 46. miejsce
30 km stylem dowolnym - DNF
- Isabelle Mancini

5 km stylem klasycznym - 22. miejsce
Bieg łączony - 9. miejsce
30 km stylem dowolnym - 21. miejsce
- Carole Stanisière

15 km stylem klasycznym - 32. miejsce
- Sophie Villeneuve

5 km stylem klasycznym - 49. miejsce
Bieg łączony - 31. miejsce
30 km stylem dowolnym - 18. miejsce
- Carole Stanisière
Sylvie Giry-Rousset
Sophie Villeneuve
Isabelle Mancini

sztafeta - 5. miejsce

### Hokej na lodzie
Mężczyźni
- Peter Almasy, Michaël Babin, Stéphane Barin, Stéphane Botteri, Philippe Bozon, Arnaud Briand, Yves Crettenand, Jean-Marc Djian, Patrick Dunn, Gérald Guennelon, Benoît Laporte, Michel Leblanc, Jean-Philippe Lemoine, Pascal Margerit, Denis Perez, Serge Poudrier, Christian Pouget, Pierre Pousse, Antoine Richer, Bruno Saunier, Christophe Ville, Petri Ylönen - 8. miejsce

### Kombinacja norweska
Mężczyźni
- Xavier Girard

Gundersen - 13. miejsce
- Sylvain Guillaume

Gundersen - 
- Fabrice Guy

Gundersen - 
- Francis Repellin

Gundersen - 27. miejsce
- Francis Repellin
Sylvain Guillaume
Fabrice Guy

Drużynowo - 4. miejsce

### Łyżwiarstwo figurowe
Mężczyźni
- Éric Millot

soliści - 15. miejsce
- Nicolas Petorin

soliści - 14. miejsce
Kobiety
- Surya Bonaly

solistki - 5. miejsce
- Laetitia Hubert

solistki - 12. miejsce
Pary
- Lyne Haddad
Sylvain Prive

Pary sportowe - 16. miejsce
- Isabelle Duchesnay
Paul Duchesnay

Pary taneczne - 
- Sophie Moniotte
Pascal Lavanchy

Pary taneczne - 9. miejsce
- Dominique Yvon
Frédéric Palluél

Pary taneczne - 8. miejsce

### Łyżwiarstwo szybkie
Mężczyźni
- Thierry Lamberton

1000 m - 44. miejsce
1500 m - 41. miejsce
5000 m - 35. miejsce

### Narciarstwo alpejskie
Mężczyźni
- Luc Alphand

zjazd - 12. miejsce
supergigant - 16. miejsce
- Patrice Bianchi

slalom - DNF
- Jean-Luc Crétier

supergigant - 24. miejsce
kombinacja - 4. miejsce
- Adrien Duvillard

zjazd - DNF
kombinacja - DNF
- Stéphane Exartier

gigant - 13. miejsce
slalom - 30. miejsce
- Alain Feutrier

gigant - 19. miejsce
slalom - DNF
- Franck Piccard

zjazd - 
supergigant - DNF
gigant - 18. miejsce
- Denis Rey

zjazd - 27. miejsce
kombinacja - DNF
- Armand Schiele

supergigant - DNF
- François Simond

slalom - 12. miejsce
Kobiety
- Régine Cavagnoud

zjazd - 17. miejsce
supergigant - 26. miejsce
kombinacja - 10. miejsce
- Patricia Chauvet-Blanc

slalom - 6. miejsce
- Cathy Chedal

zjazd - 22. miejsce
supergigant - 22. miejsce
gigant - DNF
- Béatrice Filliol

slalom - DNF
kombinacja - DNF
- Marie-Pierre Gatel

zjazd - 23. miejsce
- Christelle Guignard

gigant - DNF
slalom - 14. miejsce
- Sophie Lefranc-Duvillard

gigant - 19. miejsce
- Florence Masnada

supergigant - 19. miejsce
slalom - DNF
kombinacja - 
- Carole Merle

zjazd - 13. miejsce
supergigant - 
gigant - 6. miejsce

### Narciarstwo dowolne
Mężczyźni
- Olivier Allamand

jazda po muldach - 
- Éric Berthon

jazda po muldach - 4. miejsce
- Youri Gilg

jazda po muldach - 9. miejsce
- Edgar Grospiron

jazda po muldach - 
Kobiety
- Candice Gilg

jazda po muldach - 24. miejsce
- Raphaëlle Monod

jazda po muldach - 8. miejsce

### Saneczkarstwo
Mężczyźni
- Frédéric Bertrand

jedynki - 32. miejsce
- Yves Boyer

jedynki - 28. miejsce
- Olivier Fraise

jedynki - 22. miejsce
- Yves Boyer
Frédéric Bertrand

dwójki - 19. miejsce

### Short track
Mężczyźni
- Marc Bella

1000 m - 18. miejsce
- Marc Bella
Arnaud Drouet
Rémi Ingres
Claude Nicouleau

sztafeta - 5. miejsce
Kobiety
- Karine Rubini

500 m - 15. miejsce
- Valérie Barizza
Sandrine Daudet
Murielle Leyssieux
Karine Rubini

sztafeta - 5. miejsce

### Skoki narciarskie
Mężczyźni
- Steve Delaup

Skocznia normalna - 32. miejsce
Skocznia duża - 6. miejsce
- Jérôme Gay

Skocznia normalna - 43. miejsce
Skocznia duża - 54. miejsce
- Nicolas Jean-Prost

Skocznia normalna - 19. miejsce
Skocznia duża - 51. miejsce
- Didier Mollard

Skocznia normalna - 8. miejsce
Skocznia duża - 40. miejsce
- Jérôme Gay
Didier Mollard
Nicolas Jean-Prost
Steve Delaup

drużynowo - 10. miejsce